# Полуляхов, Александр Александрович
Александр Александрович Полуляхов (род. 6 июня 1965) — советский и российский шахматист и тренер, гроссмейстер (1993).
Обладатель полного комплекта медалей с командных чемпионатов России: «серебро» в 1998 году, «золото» в 1999 году и «бронза» в 2000 году (во всех трёх случаях первенствовал на своей доске). Двукратный участник Кубков европейских клубов. Занял первое место в международном шахматном турнире 9-й категории ФИДЕ, набрав 6,5 очков из 9.
Тренировал мужскую и женскую команды клуба «Университет Белореченск».
Увлекается спортивным покером.

## Спортивные достижения
| Год  | Город           | Турнир                | + | − | = | Результат | Место |
| ---- | --------------- | --------------------- | - | - | - | --------- | ----- |
| 1994 | Элиста          | 47-й чемпионат России | 2 | 3 | 6 | 5 из 11   | 32—45 |
| 1998 | Санкт-Петербург | 51-й чемпионат России | 4 | 3 | 4 | 6 из 11   | 17—26 |
| 1999 | Москва          | 52-й чемпионат России |   |   |   | из        |       |
| 2000 | Самара          | 53-й чемпионат России | 4 | 2 | 5 | 6½ из 11  | 8—18  |
| 2002 | Краснодар       | 55-й чемпионат России | 3 | 2 | 4 | 5 из 9    | 15—20 |
|      |                 |                       |   |   |   | из        |       |

## Изменения рейтинга
| Графики недоступны из-за технических проблем. См. информацию на Фабрикаторе и на mediawiki.org. |